# Sonneborn (Thüringen)
Sonneborn ist eine Gemeinde im thüringischen Landkreis Gotha und befindet sich nordwestlich der Kreisstadt Gotha. Der Ort feierte 2010 seine 1225-Jahr-Feier. Seit dem 1. Januar 2019 ist Nessetal erfüllende Gemeinde für Sonneborn, zuvor gehörte sie der Verwaltungsgemeinschaft Mittleres Nessetal an.

## Geografie
Sonneborn liegt am Beginn des unteren Nesselaufs. Auf der anderen, nördlichen Flussseite liegt Brüheim. Weitere naheliegende Orte sind Metebach im Süden, Eberstädt im Osten und Friedrichswerth im Westen.
Am Ostrand der Ortslage strebt der Arzbach der Nesse zu, im Westen tut dies der Gliemenbach, der gegenüber der Riedmühle in die Nesse mündet.

## Geschichte

### Ortsname
Der Name Sonneborn, früher auch Sunnenburn, Sunnenbrunne, bedeutet Sonnenbrunnen. Der Ortsname bezieht sich auf die Sumfer genannte Quelle in der Ortslage, sie ist seit Jahrhunderten von einer Mauer eingefasst, liefert gleichwarmes Quellwasser, dessen Temperatur auch im Winter bei etwa 8 °C liegt. Die Quelle soll seit Menschengedenken nie zugefroren oder im Sommer versiegt sein. Diese Besonderheit findet sich auch im Ortssiegel und im heutigen Wappen wieder, das die Sonne darstellt, die über dem Brunnen steht.

### Besiedlungsgeschichte
Die am Westrand des Thüringer Beckens gelegene Flur von Sonneborn war seit der Jungsteinzeit mit zahlreichen Siedlungsplätzen besetzt. Allein fünf Siedlungsstellen der Bandkeramiker sind bekannt, bis in die 1960er Jahre wurden regelmäßig Steingerätefunde der Schnurkeramiker und der Glockenbecherkultur durch aufmerksame Erntehelfer dem Gothaer Museum übergeben.
Auf dem Steinberg bei Sonneborn befand sich ein einzelner spätbronzezeitlicher Grabhügel. Bei seiner Beseitigung 1949 gelangte auch eine Nachbestattung mit einem hochmittelalterlichen Münzschatz – 26 Brakteaten aus der Zeit der heiligen Elisabeth von Thüringen (1225–1230) – ans Tageslicht.
Das bemerkenswerte «Körpergrab von Haina» und ähnliche Funde datieren in die Römerzeit und die anschließende Völkerwanderungszeit. Es handelt sich um Einzelbestattungen von Kriegern, die wohl auf dem Durchmarsch durch Sonneborner Gebiet ihren anderenorts erlittenen Verwundungen erlegen waren und am Sterbeort mit ihren Habseligkeiten und Waffen bestattet wurden.
Nach dem Untergang des Thüringerreiches im Jahre 531 drangen die Franken entlang der Flüsse und Altstraßen in die Siedlungsgebiete der thüringischen Stämme vor. An diese Zeit erinnern beispielsweise auch die Flur- und Ortsnamen Frankenroda, Osthofen und Nordhofen in der Umgebung des Ortes. Im 8. Jahrhundert setzte durch umfangreiche Landschenkungen an die Reichsklöster Fulda und Hersfeld die Christianisierung der Bevölkerung ein. Ein um 780 verfasstes Verzeichnis des Klosters Hersfeld nennt 6 Höfe und 10 Hufen Land in Sonneborn.  Bis um das Jahr 1000 vollzog sich der Aufbau der Siedlung, verbunden mit Rodungsarbeiten und der Urbarmachung der Nesseaue. Einfälle der Ungarn (in mittelalterlichen Chroniken auch als Hunnen bezeichnet) sind auch in Westthüringen belegt – der Eisenacher Chronist Johannes Rothe erwähnt ihren Kriegszug entlang der Nesse.
Um das Jahr 1000 entstand in der Ortslage von Sonneborn die erste in Stein erbaute Kirche, sie wurde mit einer steinernen Mauer umgeben, in die sich die Dorfbevölkerung mit ihren Habseligkeiten retten konnte. Auch die Ortslage wurde noch mit einem schützenden Graben und einer aus Lehm errichteten „Mauer“ umgeben.

### Spätmittelalter und Neuzeit
Sonneborn gehörte nach dem Erwerb durch die Herren von Wangenheim im Jahr 1370 bis zur Aufhebung der Patrimonialgerichte Mitte des 19. Jahrhunderts zum Wangenheimschen Gericht im späteren Herzogtum Sachsen-Gotha-Altenburg bzw. Sachsen-Coburg und Gotha. Die Burg im Ort wurde Sitz des Wangenheimschen Gerichts zu Sonneborn. Ab 1920 lag der Ort im Land Thüringen.

### Einwohnerentwicklung
Entwicklung der Einwohnerzahl (31. Dezember):
| - 1994 – 1.380 - 1995 – 1.366 - 1996 – 1.380 - 1997 – 1.388 - 1998 – 1.360 - 1999 – 1.343 | - 2000 – 1.332 - 2001 – 1.327 - 2002 – 1.321 - 2003 – 1.302 - 2004 – 1.300 - 2005 – 1.298 | - 2006 – 1.289 - 2007 – 1.271 - 2008 – 1.273 - 2009 – 1.247 - 2010 – 1.250 - 2011 – 1.254 | - 2012 – 1.251 - 2013 – 1.231 - 2014 – 1.212 - 2015 – 1.187 - 2016 – 1.189 - 2017 – 1.185 | - 2018 – 1.173 - 2019 – 1.194 - 2020 – 1.165 - 2021 – 1.159 - 2022 – 1.194 |

Datenquelle: Thüringer Landesamt für Statistik

## Politik

### Gemeinderat
Die Kommunalwahlen am 26. Mai 2024 brachten folgendes Ergebnis:
| Partei/Liste | Sitze | G/V |
| ------------ | ----- | --- |
| WIR          | 5     | - 1 |
| CDU          | 5     | + 1 |
| FWG          | 2     | ± 0 |

### Bürgermeister
Jürgen Fleischhauer (WIR) wurde im Juni 2016 zum Bürgermeister gewählt. Er gewann die Stichwahl gegen seinen Vorgänger Günter Dietmar (parteilos) mit nur einer Stimme Vorsprung.

## Bauwerke und andere Sehenswürdigkeiten in und um Sonneborn

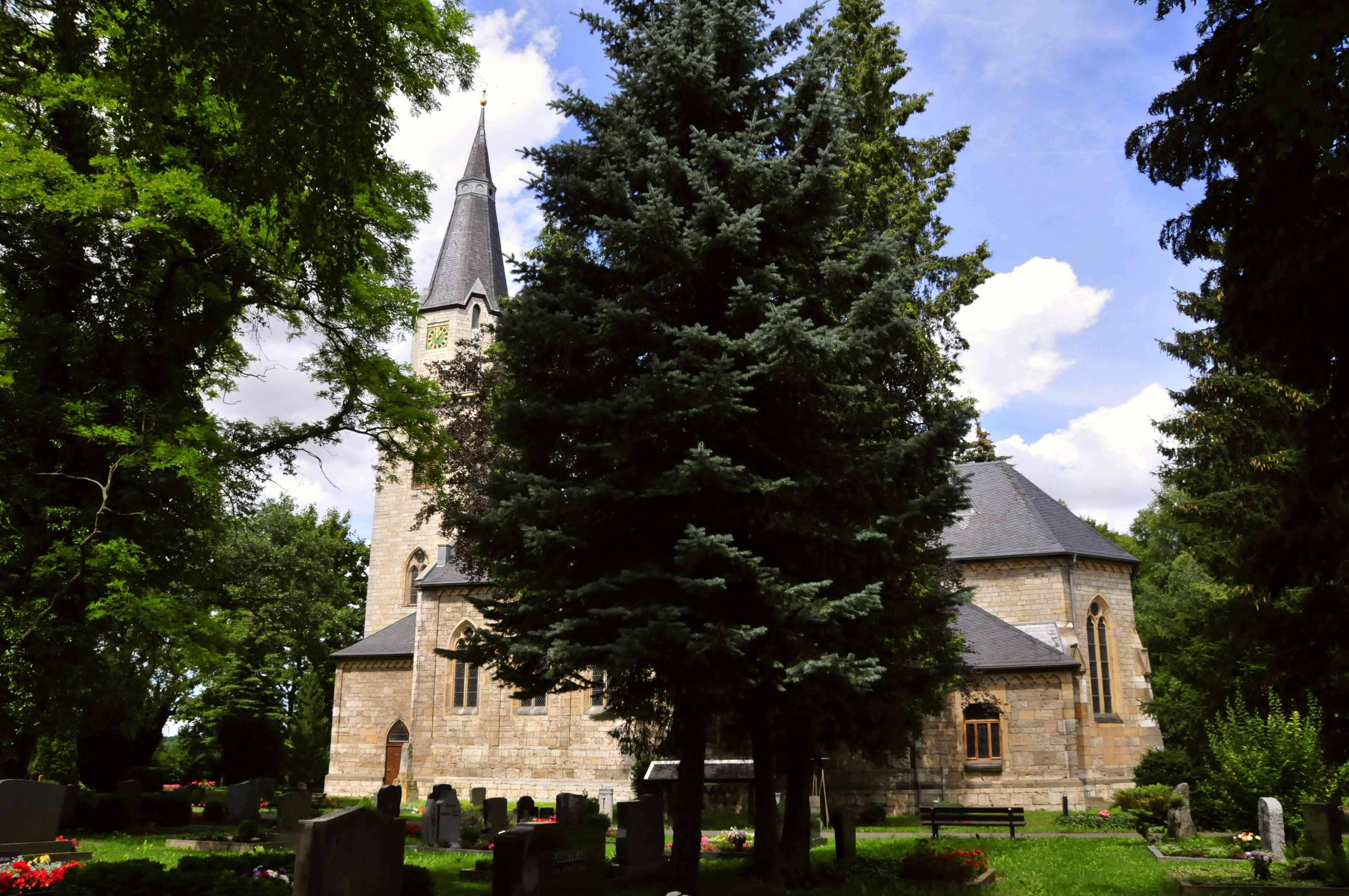
St.-Peter-und-Paul-Kirche in Sonneborn

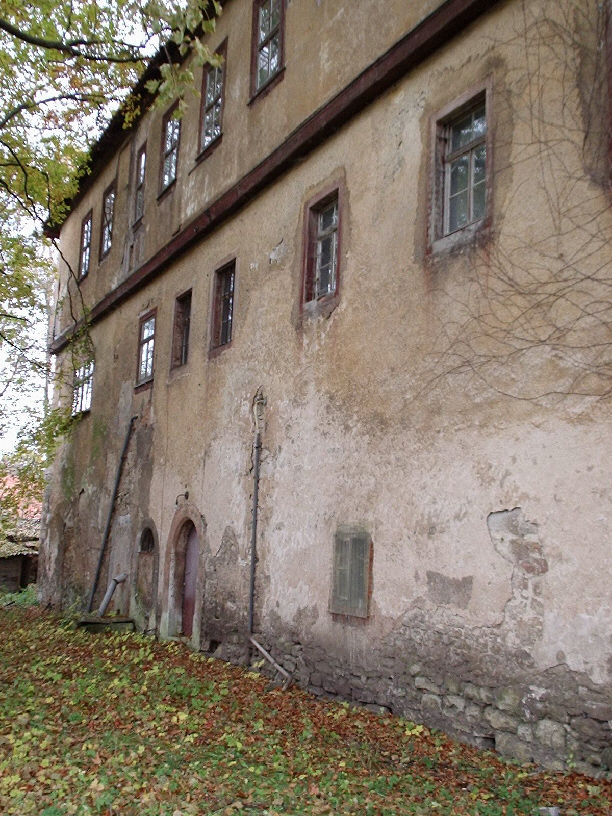
Gelbes Schloss (Sonneborn)

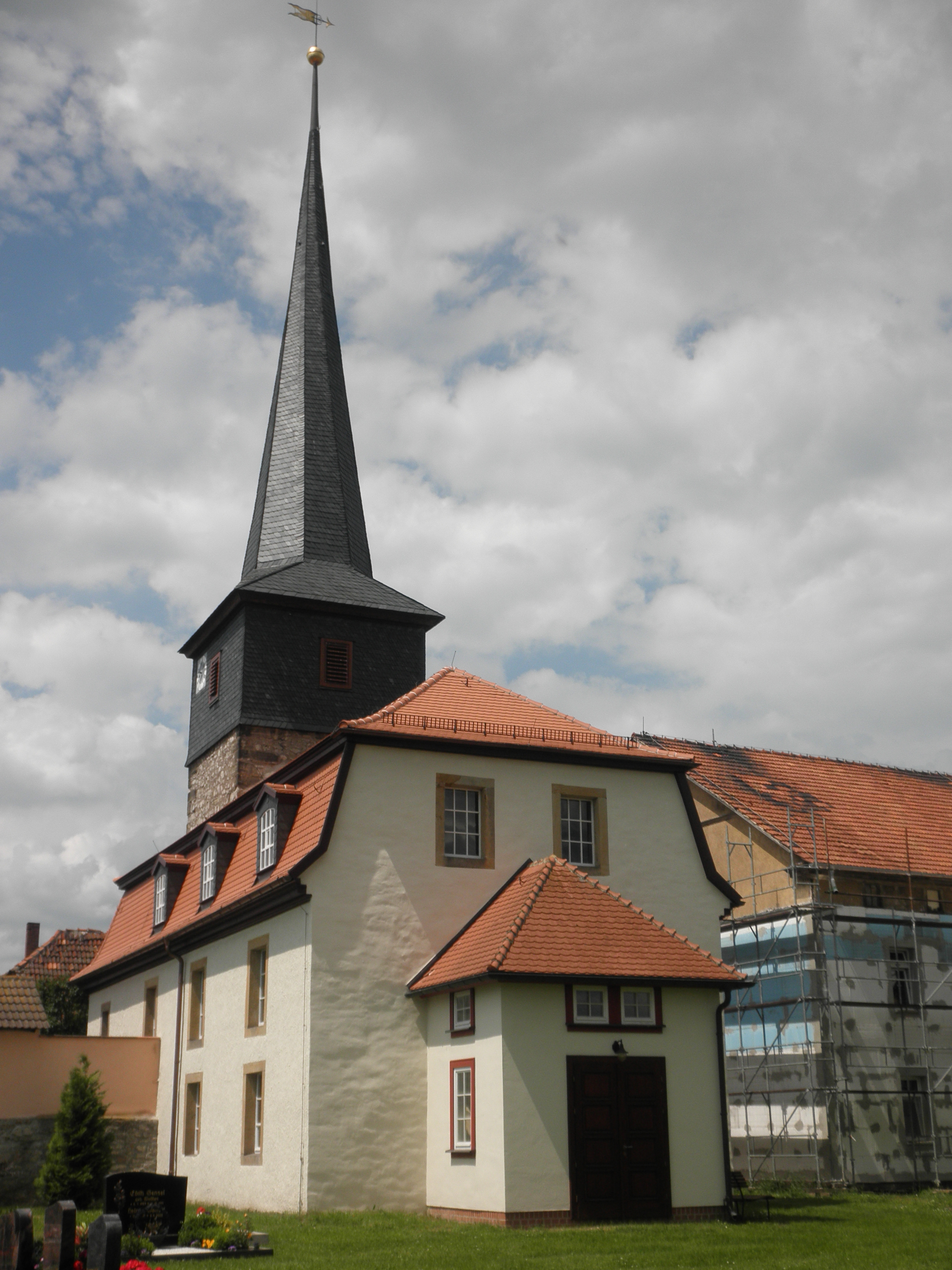
Kirche in Eberstädt, Ortsteil von Sonneborn

- Kapelle von Nordhofen: Aus den fränkischen Gehöften Nordhofen und Osthofen waren Kleinsiedlungen hervorgegangen, die nach Sonneborn eingepfarrt waren. Nordhofen erhielt 1250 eine eigene Kapelle, und in der Nähe wurde ein Hospital errichtet, um Durchreisende, die von Krankheiten oder Verletzungen gezeichnet waren, auszusondern, um die Ausbreitung von Seuchen zu verhindern. Zur Finanzierung des Hospitals wurde die zugehörige Kapelle 1359 als Wallfahrtsort ausgewiesen. Um die Betreuung der Kranken kümmerten sich auch Mönche aus dem etwa 15 km entfernten Wilhelmitenkloster Weißenborn in Thal.[11] Beim Abbruch der Kapelle von Nordhofen im Jahr 1937 wurden zwei als „Silberbarren“ bezeichnete Objekte geborgen. Dieser Schatzfund datiert um das Jahr 1300, als die Landgrafschaft Thüringen von einem blutigen Bürgerkrieg heimgesucht wurde.[12]
- „Gelbes Schloss“: Ab 1653 wurde auf einer Halbinsel das noch existierende Bauwerk errichtet.[7][13]

- Die Burg: Das Nessetal hatte im Hochmittelalter eine größere Bedeutung als Heerweg und Marschroute für die königliche Verwaltung. Neben den drei Burganlagen und Befestigungen im Nachbarort Haina und den Wasserburgen von Laucha (Weiherschloss), Wangenheim, Eberstädt und Friedrichswerth (Wasserburg Erffa) erhielt auch Sonneborn um das Jahr 1100 eine Burg.[14] 1137 stand ein Ritter Boppo Julius von Sonneborn in Diensten des Klosters Fulda. Die Burg befand sich als Niederungsburg in einer Senke in der Ortslage und wurde durch einen Wassergraben oder Teich geschützt. 1370 erwarben die Herren von Wangenheim die Burg und damit verbundene Besitzungen. Die Burg wurde im Laufe der Jahrhunderte mehrfach umgebaut und verkleinert. Erhalten blieb ein schönes, schiefergedecktes Wasserschloss mit vier Flügeln und Rundturm. 1945 wurde die Familie von Wangenheim enteignet, inhaftiert und das Schieferschloss auf der Grundlage des Befehls Nr. 209 der Sowjetischen Militäradministration in Deutschland abgebrochen. Erhalten blieben nur Grundmauerreste des Eckturms und der Wassergraben.
- Südöstlich der Ortslage, am Fuße des Krahnbergs liegen die „Viole Teiche“: Dieses Standgewässer, als Flächennaturschutzdenkmal ausgewiesen, hat sich in einer Subrosionssenke gebildet und wird durch Oberflächenwasser gespeist. Der Wasserstand in solchen Gewässern ist witterungsbedingt stark schwankend, auch ein Trockenfallen ist möglich.
- Siehe auch: Liste der Kulturdenkmale in Nessetal

## Bildung
In Sonneborn gibt es eine Grundschule, in der auch die Schüler der umliegenden Orte (Brüheim, Eberstädt, Friedrichswerth, Haina) bis zur 4. Klasse unterrichtet werden. Es gibt einen Kindergarten und die Kindergruppe „Fröbelhaus-Sarona“.

## Wirtschaft und Infrastruktur

### Verkehr
Am Ort und am Ortsteil Eberstädt führt der Nessetal-Radweg vorbei. Die Landesstraße 1030 verbindet Sonneborn mit Brüheim und Eberstädt.

### Wirtschaft und Gewerbe
Sonneborn verfügt über ein eigenes Gewerbegebiet. Unter anderem hat sich dort ein großer europäischer Fensterhersteller angesiedelt.

### Wasser und Abwasser
Die Wasserver- und Abwasserentsorgung wird durch den Wasser- und Abwasserzweckverband Mittleres Nessetal sichergestellt, welcher in Sonneborn auch seinen Sitz hat.

## Persönlichkeiten
- Friedrich Adam Julius von Wangenheim (1749–1800), Dendrologe
- Friedrich Wilhelm Karl Umbreit (1795–1860), Theologe
- Walrab von Wangenheim (1831–1909), Politiker
- Arthur Luck (1895–1962), Gewerkschaftsfunktionär, Kommunalpolitiker (SED) und Konsum-Genossenschafter
- Paul Thiel (1924–2007), Rennfahrer

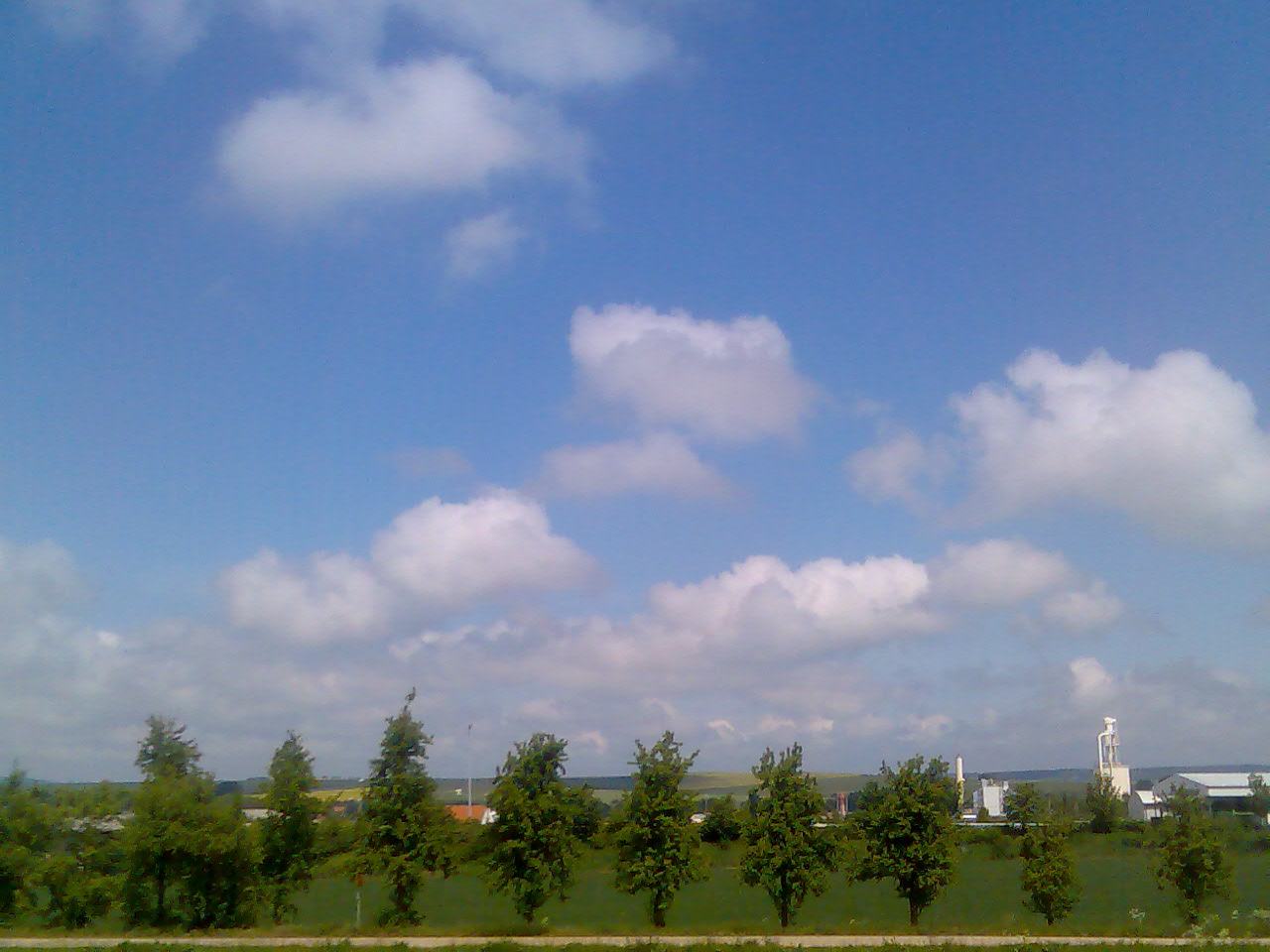
Blick über Sonneborn